# Mangifera casturi
Mangifera casturi (tiếng Anh thường gọi là Kalimantan Mango hoặc Kasturi) là một loài thực vật thuộc họ Anacardiaceae. Đây là loài đặc hữu của Indonesia.

## Hình ảnh

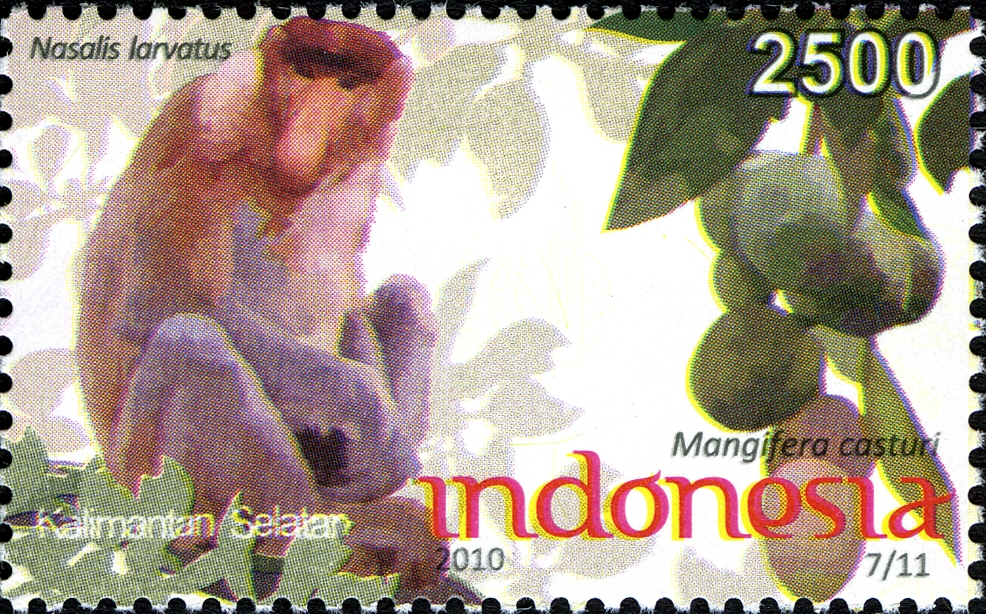